# ブラジリアン・グレイハウンド
ブラジリアン・グレイハウンド（英：Brazilian Greyhound）とは、ブラジル原産のグレイハウンド犬種である。別名はベアデイロ・パンパーノ（英：Veadeiro Panpeano）、ベアデイロ・ブラジレイロ（英：Veadeiro Brazileiro）などがある。

## 歴史
サイトハント（視覚猟）とセントハント（嗅覚猟）をこなす多目的な猟犬として開発された犬種である。イングリッシュ・グレイハウンドとイングリッシュ・フォックスハウンドをかけ合わせたものをもとに改良を加え、その過程で多種のサイトハウンドやセントハウンドの血を加えて作り出された。サイトハウンドとして優れた視力で獲物を発見し、優れた脚力ですぐに獲物を捕らえることができた他、セントハウンドとして鋭い嗅覚で獲物の臭いを粘り強く追跡し、長時間かけて獲物を捕らえることもできる。又、ブラジルで奴隷制度が合法であった時代には逃げ出した奴隷を捕らえる犬としても使われていた。しかし、19世紀にフィラ・ブラジレイロが誕生すると、奴隷捕獲犬としての役割はごく短期間だけで取りやめられた。フィラ・ブラジレイロは訓練により奴隷を怪我させずに捕らえることができたのに対し、ブラジリアン・グレイハウンドは訓練を行ってもうまくいかず、狩猟に熱が入りすぎるあまり奴隷に重傷を負わせたり瀕死にさせたりしてしまうことがあり効率が悪かったため、取って代わられるようになった。奴隷制度の廃止後は獰猛な性格が取り除かれ、猟犬としてのみ使われるようになった。
現在は希少化した犬種で、ブラジル以外ではまず見かけられない犬種である。ブラジル以外で記された本種に関する資料は数少なく、知名度はとても低い犬種である。FCIへの公認申請も行われていない。

## 特徴
グレイハウンドの容姿を持つが、ボディはセントハウンドの血統を反映してがっしりしている。マズル・首・胴・尾は長く、耳は垂れ耳で尾はサーベル形の垂れ尾である。コートはスムースコートで、毛色はホワイト、グレー、ブラウンなどの単色。大型犬サイズの犬である。

## 参考
- VEADEIRO BRASILEIRO [リンク切れ]
- The Brazilian Breeds :: PART 2 by Rita Horter～Veadeiro Brasileiro [リンク切れ]